# Považská Bystrica
Považská Bystrica (în {[de|Waagbistritz}}, în maghiară Vágbeszterce) este un oraș din Slovacia cu 39.837 locuitori.

## Demografie
| An:                | 1994   | 2004   | 2014   | 2024   |
| ------------------ | ------ | ------ | ------ | ------ |
| Număr de persoane: | 42.737 | 42.320 | 40.569 | 36.961 |
| Diferență:         |        | −0,97% | −4,13% | −8,89% |

| An:                | 2023   | 2024   |
| ------------------ | ------ | ------ |
| Număr de persoane: | 37.261 | 36.961 |
| Diferență:         |        | −0,80% |